# Anomiopus brevipes
Anomiopus brevipes är en skalbaggsart som beskrevs av Waterhouse 1891. Anomiopus brevipes ingår i släktet Anomiopus och familjen bladhorningar. Inga underarter finns listade i Catalogue of Life.